# Bahnstrecke Wächtersbach–Hartmannshain
| Kursbuchstrecke (DB): | 192d                    |                               |                               |
| Kursbuchstrecke: | 169u (1934) 192d (1946) |                               |                               |
| Streckenlänge: | 32,1 km                 |                               |                               |
| Spurweite: | 1435 mm (Normalspur)    |                               |                               |
| Maximale Neigung: | 21 ‰                    |                               |                               |
| |                         |                               |                               |
| \| \| \| von Frankfurt (Main) Hbf \| \| \| \| -0,5 \| Wächtersbach \| 147 m \| \| \| \| nach Göttingen \| \| \| \| 0,0 \| Wächtersbach Kreisbahnhof \| Wächtersbach Kreisbahnhof \| \| \| 1,4 \| Wächtersbach Schwimmbad \| Wächtersbach Schwimmbad \| \| \| \| Bracht \| \| \| \| 4,3 \| Weilers \| Weilers \| \| \| \| Bracht \| \| \| \| 6,4 \| Schlierbach (b Wächtersbach) \| Schlierbach (b Wächtersbach) \| \| \| \| Bracht \| \| \| \| 8,1 \| Hellstein \| Hellstein \| \| \| \| Reichenbach \| \| \| \| 12,2 \| Birstein \| Birstein \| \| \| \| Reichenbach \| \| \| \| 13,8 \| Unterreichenbach (b Birstein) \| Unterreichenbach (b Birstein) \| \| \| 16,8 \| Fischborn-Oberreichenbach \| Fischborn-Oberreichenbach \| \| \| 20,6 \| Radmühl-Wettges \| Radmühl-Wettges \| \| \| 23,3 \| Wüstwillenroth \| Wüstwillenroth \| \| \| 25,6 \| Lichenroth \| Lichenroth \| \| \| 28,6 \| Völzberg \| Völzberg \| \| \| \| von Bad Vilbel \| \| \| \| 31,6 \| Hartmannshain \| 575 m \| \| \| \| nach Lauterbach (Hess) Nord \| \| \| \| \| \| \| \| Quellen: [1] \| \| \| \| |                         |                               |                               |
| Strecke |                         | von Frankfurt (Main) Hbf      | von Frankfurt (Main) Hbf      |
| Bahnhof | -0,5                    | Wächtersbach                  | 147 m                         |
| Abzweig ehemals geradeaus und nach rechts |                         | nach Göttingen                | nach Göttingen                |
| Bahnhof (Strecke außer Betrieb) | 0,0                     | Wächtersbach Kreisbahnhof     | Wächtersbach Kreisbahnhof     |
| Haltepunkt / Haltestelle (Strecke außer Betrieb) | 1,4                     | Wächtersbach Schwimmbad       | Wächtersbach Schwimmbad       |
| Brücke über Wasserlauf (Strecke außer Betrieb) |                         | Bracht                        | Bracht                        |
| Bahnhof (Strecke außer Betrieb) | 4,3                     | Weilers                       | Weilers                       |
| Brücke über Wasserlauf (Strecke außer Betrieb) |                         | Bracht                        | Bracht                        |
| Bahnhof (Strecke außer Betrieb) | 6,4                     | Schlierbach (b Wächtersbach)  | Schlierbach (b Wächtersbach)  |
| Brücke über Wasserlauf (Strecke außer Betrieb) |                         | Bracht                        | Bracht                        |
| Bahnhof (Strecke außer Betrieb) | 8,1                     | Hellstein                     | Hellstein                     |
| Brücke über Wasserlauf (Strecke außer Betrieb) |                         | Reichenbach                   | Reichenbach                   |
| Bahnhof (Strecke außer Betrieb) | 12,2                    | Birstein                      | Birstein                      |
| Brücke über Wasserlauf (Strecke außer Betrieb) |                         | Reichenbach                   | Reichenbach                   |
| Haltepunkt / Haltestelle (Strecke außer Betrieb) | 13,8                    | Unterreichenbach (b Birstein) | Unterreichenbach (b Birstein) |
| Bahnhof (Strecke außer Betrieb) | 16,8                    | Fischborn-Oberreichenbach     | Fischborn-Oberreichenbach     |
| Bahnhof (Strecke außer Betrieb) | 20,6                    | Radmühl-Wettges               | Radmühl-Wettges               |
| Bahnhof (Strecke außer Betrieb) | 23,3                    | Wüstwillenroth                | Wüstwillenroth                |
| Bahnhof (Strecke außer Betrieb) | 25,6                    | Lichenroth                    | Lichenroth                    |
| Haltepunkt / Haltestelle (Strecke außer Betrieb) | 28,6                    | Völzberg                      | Völzberg                      |
| Abzweig geradeaus und von links (Strecke außer Betrieb) |                         | von Bad Vilbel                | von Bad Vilbel                |
| Bahnhof (Strecke außer Betrieb) | 31,6                    | Hartmannshain                 | 575 m                         |
| Strecke (außer Betrieb) |                         | nach Lauterbach (Hess) Nord   | nach Lauterbach (Hess) Nord   |
| |                         |                               |                               |
| Quellen: |                         |                               |                               |

Die Bahnstrecke Wächtersbach–Hartmannshain war eine Nebenbahn in Hessen, die ursprünglich durch die Wächtersbach-Birsteiner Kleinbahn-Gesellschaft erbaut und betrieben wurde. Sie zweigte in Wächtersbach von der Bahnstrecke Frankfurt–Göttingen ab und führte im Süden des Vogelsberges über Birstein nach Hartmannshain, wo sie in die Bahnstrecke Bad Vilbel–Lauterbach (Hess) Nord einmündete.

## Geschichte und Betrieb
Am Anfang der Bahnverbindung aus dem Kinzigtal heraus nach Norden in den Vogelsberg stand eine Initiative der Gemeinden Schlierbach und Birstein, der Steingutfabrik Waechtersbacher Keramik und des Landrates Wilhelm Ludwig von Baumbach, die 1897 zur Gründung einer Aktiengesellschaft zum Bau der Bahnstrecke Wächtersbach nach Birstein führte. Den Kauf der für den Bahnbau notwendigen Grundstücke finanzierten die beiden Fürstenhäuser zu Ysenburg und Büdingen in Wächtersbach und zu Isenburg in Birstein. Die Bauzeit für die technisch einfach zu realisierende Strecke, die im Tal von Kinzig, Bracht und Reichenbach verlief, betrug nur ein halbes Jahr. Schon am 30. Juni 1898 konnte sie durch die Eisenbahnbau- und Betriebsgesellschaft Vering & Waechter, die den Bau finanziert und errichtet hatte, eröffnet werden. Betrieben wurde sie durch die Wächtersbach-Birsteiner Kleinbahn-Gesellschaft.
Der von Anfang an beabsichtigte Bau einer nördlichen Fortsetzung der Bahnstrecke, von Birstein bis Hartmannshain im Vogelsberg, gestaltete sich deutlich schwieriger. Lange Jahre scheiterte er an der Finanzierung; zudem brachten Wettereinbrüche, Geländeschwierigkeiten, Fehlkalkulationen, Reibereien unter den Akteuren und die politische Lage Verteuerungen mit sich. Als schließlich, 36 Jahre nach der Südstrecke, am 23. Dezember 1934 der planmäßige Betrieb auch auf diesem Bahnabschnitt aufgenommen werden konnte „war der Bau um ein Vielfaches teurer (2,1 Millionen Mark) als der Bau der ersten Strecke Wächtersbach  – Birstein“.
Der Schienenverkehr zwischen Wächtersbach und Birstein erwies sich in den ersten Betriebsjahren als wirtschaftlich lohnend. Dazu trug insbesondere der Hauptkunde bei, die Steingutfabrik in Schlierbach (damals mit etwa 800 Mitarbeitern) mit ihren An- und Abtransporten von Rohmaterial und Produkten sowie der Beförderung eines Teils ihrer Mitarbeiterschaft. Für die innerbetriebliche Logistik verfügte die Wächtersbacher Keramik auf eigenem Gelände nochmals über 1000 m Betriebsgleise, die direkt an die Vogelsberger Südbahn angeschlossen waren. Auch die Quarzwerke in Hellstein waren auf diese Verkehrsanbindung für ihre Massentransporte von Quarzsand angewiesen. Die kundenfreundliche Verlagerung der Endhaltestelle Wächtersbach der Bahn, der ursprünglich etwa 300 m weiter östlich vom Bahnhof entfernt lag, bis direkt vor das Bahnhofsgebäude, trug sicher nochmals zur guten Akzeptanz dieses Abschnittes der Vogelsberger Südbahn bei.
Im Gegensatz dazu bestanden im nördlichen Teilbereich zwischen Birstein und Hartmannshain von Beginn an erhebliche Probleme. Über die wirtschaftliche Lage dieser Teilstrecke wurde 1938 festgestellt, „dass selbst bei eingeschränktem Verkehr an nur vier Tagen in der Woche mit einem jährlichen Verlust von 25.000 Reichsmark gerechnet werden muss“. Eine nur wenige Jahre andauernde Belebung dieses Streckenabschnitts entstand in den ersten Jahren nach dem Zweiten Weltkrieg, als viele Anwohner die Bahn für ihren Weg zur Arbeit ins Rhein-Main-Gebiet nach Hanau, Offenbach und Frankfurt am Main nutzten. Wiederholte strenge Winter mit Frost und viel Schnee führten auf dieser exponierten, kurvenreichen Strecke mit hohen Dämmen und tiefen Einschnitten zu Schneeverwehungen, was teilweise wochenlange Stillstände auslöste. Nachfolgend notwendige Instandsetzungen erhöhten nochmals die wirtschaftliche Belastung für die Betreiber der Bahn.

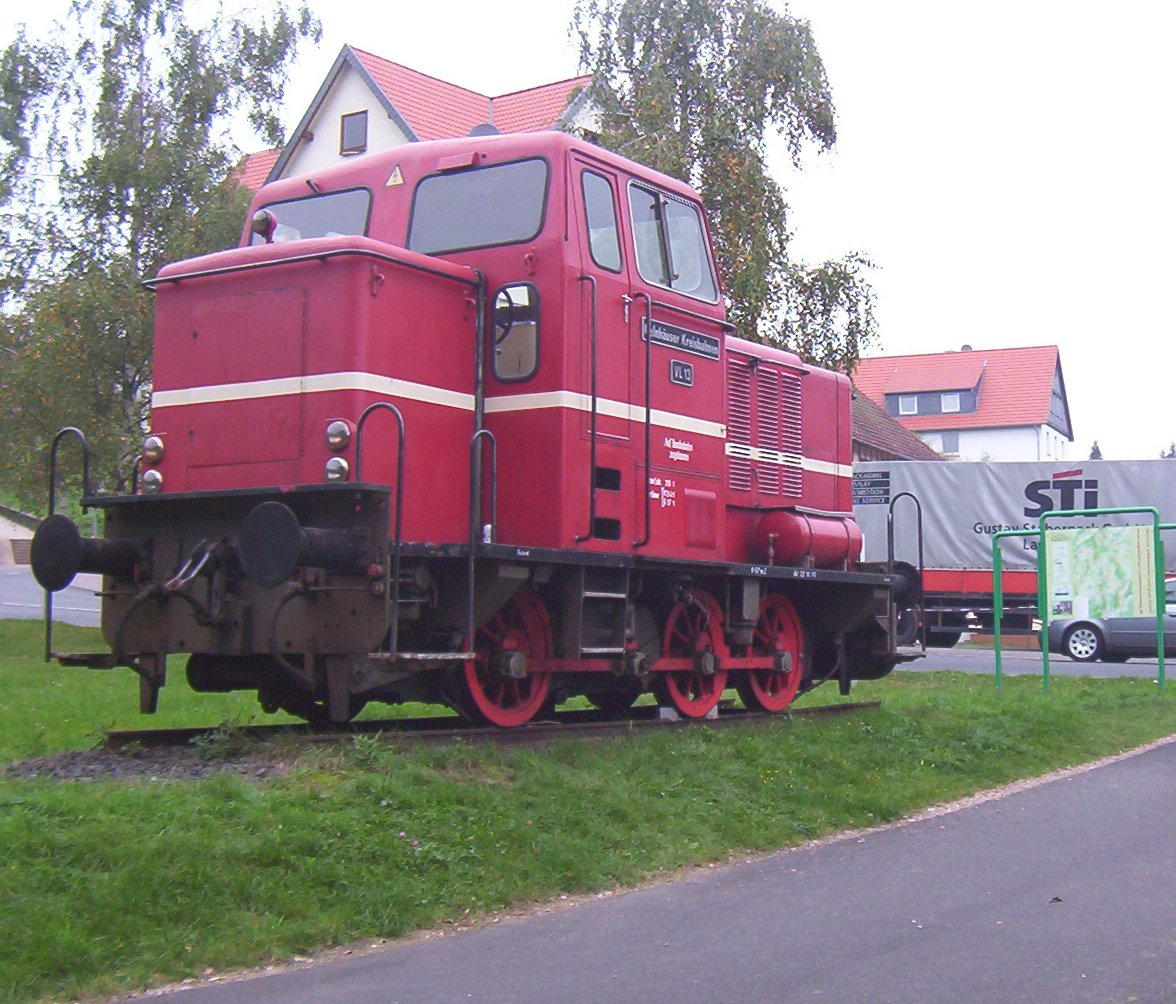
Lokomotivdenkmal in Birstein (2005)

## Stilllegung
Die zuletzt von den Gelnhäuser Kreisbahnen als Vogelsberger Südbahn betriebene Strecke wurde zwischen 1958 und 1967 abschnittsweise außer Betrieb gesetzt. Am 28. September 1958 erfolgte zunächst die Stilllegung der Teilstrecke Völzberg – Hartmannshain für den Gesamtverkehr. Der Antrag zur Stilllegung des Streckenabschnitts Birstein – Völzberg wurde am 12. Mai 1959 gestellt. Die Demontage der Schienen musste aufgrund ihres desolaten Zustands noch im Jahr 1959 im Abschnitt Völzberg – Hartmannshain vorgenommen werden; im darauffolgenden Jahr bis Birstein. Eine Verbesserung des Personenbeförderungsaufkommens auf dem verbliebenen Südabschnitt trat wegen der wachsenden Pkw-Motorisierung der Bevölkerung nicht ein; am 27. Mai 1967 fand die letzte Fahrt eines Personenzuges von Wächtersbach nach Birstein statt. Der Güterverkehr auf dieser Strecke wurde zum 1. Juni 1967 eingestellt; die Bahnanlagen danach abgebaut. Die Wagen sowie eine Lokomotive wurden verkauft.
Schon kurze Zeit nach Stilllegung der Eisenbahn entstand die Idee, auf der alten Bahntrasse einen Fahrradweg anzulegen. Der heutige Vogelsberger Südbahnradweg verläuft jedoch teilweise unabhängig von der größtenteils nicht mehr nutzbaren und teilweise überbauten Trasse der namensgebenden Bahnstrecke.

## Streckenbeschreibung
Die Strecke war eingleisig und in Normalspur errichtet, so dass Wagen (in der Regel ausschließlich Güterwagen) von der Staatsbahn auf die Vogelsberger Südbahn (und umgekehrt) übergehen konnten. Zulässig war das – wegen des erheblichen Gefälles der Strecke – aber nur für Wagen mit eigener Bremse.
Die 32 km lange Strecke erreichte am Endpunkt in Hartmannshain eine Höhe von 575 m über NHN, bei einem Höhenunterschied von 425 m gegenüber Wächtersbach. Um den Höhenunterschied zwischen Lichenroth und Hartmannshain zu überwinden, waren Steigungen von 1:36 und 1:40 nötig.
Für die Wartung und Unterbringung des Lokomotivenparks gab es Lokschuppen in Wächtersbach, Birstein und Hartmannshain.

## Modelleisenbahn
Im Brachttal-Museum in Brachttal-Spielberg befindet sich ein Modelleisenbahn-Nachbau der Strecke der Vogelsberger Südbahn.

## Trivia
Einmal im Jahr findet der Vogelsberger Südbahnlauf statt. Es können verschiedene Disziplinen vom Halbmarathon bis hin zum Bambinilauf absolviert werden.